# Pamela Tajonar Alonso
Pamela Tajonar Alonso (Cuernavaca, estat de Morelos, 2 de desembre de 1984) és una futbolista mexicana que juga al EDF Logroño de la Primera Divisió Femenina d'Espanya. Anteriorment va jugar al Querétaro Fútbol Club, Club Puebla, Arizona Heatwave, FC Indiana, Buffalo Flash, Málaga CF, LdB FC Malmö, Levante Las Planas, Western New York Flash, Málaga CF, Sevilla CF i FC Barcelona
Amb la selecció mexicana ha participat en els Jocs Olímpics de 2004, als Mundials de 2011 i 2015 com també als Jocs Panamericans de 2003, 2007, 2011 i 2015, els Jocs Centreamericans i del Carib 2014, que van guanyar, i la Copa d'Or. També ha obtingut tres medalles de bronze als Jocs Panamericans (2003, 2011 i 2015).
El 25 de juny de 2018, després de quatre temporades al Sevilla CF es va anunciar el seu fitxatge pel FC Barcelona on hi serà dues temporades. Amb l'equip blaugrana va guanyar 1 Lliga, 1 Supercopa i 2 Copa Catalunya.